# Latok III
Latok III je hora vysoká 6 946 m n. m. nacházející se v pohoří Karákóram v Pákistánu. Nachází se východně od Latoku I.

## Vrcholy skupiny Latok
- Latok I: 7145 m
- Latok II: 7108 m
- Latok III: 6946 m
- Latok IV: 6456 m

## Prvovýstup
Jako první vystoupili na vrchol horolezci Kazushige Takami, Sakae Mori a Yoji Teranishi z japonské expedice dne 15. července 1979.